# FK Dinamo Minsk
FK Dinamo Minsk (Wit-Russisch: Фк Дынама Мінскn, Russisch: ФК Динамо Минск) is een Wit-Russische voetbalclub uit de hoofdstad Minsk. Strict genomen is de Wit-Russische naam voor de club Dynama Minsk, maar het clublogo gebruikt nog steeds de Russische en veel bekendere naam Dinamo. 

## Geschiedenis
De club werd in 1927 opgericht en was vrij succesvol in de toenmalige hoogste klasse van de Sovjet-Unie, waar men 38 van de 52 seizoenen doorbracht, met een titel in 1982 als absolute hoogtepunt.
In 1954 werd de club ontbonden en heropgericht als Spartak Minsk, in 1959 veranderde de naam in Belarus Minsk en in 1962 nam de club weer zijn oorspronkelijke naam aan.
Na de onafhankelijkheid van Wit-Rusland was de club het dominerende elftal van het land. Na 1997 kreeg de club zwaardere concurrentie en het duurde tot 2004 vooraleer de volgende titel werd behaald.

### Dinamo Minsk 2
Het reserveteam van de club speelde ook enkele jaren in de hoogste klasse. In het eerste seizoen na de onafhankelijkheid promoveerde Dinamo Minsk 2 naar de hoogste klasse en nam de naam Belarus Minsk aan en werd derde. Het volgende seizoen werd de naam veranderd in Dinamo-93 Minsk en werd de tweede plaats behaald. Ook de volgende seizoenen eindigde de club in de top 5 en mocht zelfs Europees voetbal spelen. In 1993 haalde de club de finale van de eerste editie van de GOS beker. In 1995 werd de beker gewonnen en in 1997 haalde Dinamo-93 Minsk de finale van het bekertoernooi. In 1998 werd de 16de plaats gehaald en degradeerde de club. Het volgende seizoen werd de naam Dinamo Juni Minsk aangenomen. In 2004 degradeerde het team naar het derde niveau in Wit-Rusland.

## Erelijst
- Kampioen van de Sovjet-Unie
  - 1982
- USSR Cup
  - Finalist: 1965, 1987
- Vysjejsjaja Liga
  - 1992, 1993, 1994, 1995, 1995 (tussenkampioenschap), 1997, 2004, 2023
- Beker van Wit-Rusland
  - Winnaar: 1992, 1994, 1995 (Dinamo-93 Minsk), 2003
  - Finalist: 1996, 1997 (Dinamo-93 Minsk), 1998
- Kampioen Eerste Divisie (Wit-Rusland)
  - 1992 (Dinamo-2 Minsk)
- GOS beker
  - Finalist: 1993 (Dinamo-93 Minsk)
- Wit-Russische supercup
  - Kampioen: 1994

Omdat de competitie vanaf 1996 het kalenderjaar ging volgen in plaats van twee helften van verschillende jaren, is in het tweede deel van 1995 een tussencompetitie gespeeld ter overbrugging.

## Dinamo in Europa

### Dinamo Minsk
Dinamo Minsk speelt sinds 1983 in diverse Europese competities. Hieronder staan de competities en in welke seizoenen de club deelnam:
- Champions League (5x)

1993/94, 1998/99, 2005/06, 2024/25, 2025/26
- Europacup I (1x)

1983/84
- Europa League (11x)

2009/10, 2010/11, 2013/14, 2014/15, 2015/16, 2016/17, 2017/18, 2018/19, 2019/20, 2020/21, 2024/25
- Conference League (4x)

2022/23, 2023/24, 2024/25, 2025/26
- Europacup II (1x)

1987/88
- UEFA Cup (11x)

1984/85, 1986/87, 1988/89, 1994/95, 1995/96, 1996/97, 1997/98, 2002/03, 2003/04, 2006/07, 2007/08
- Intertoto Cup (2x)

2001, 2004

### Dinamo-93 Minsk
- Europacup II

1995/96
- UEFA Cup

1996/1997
- Intertoto Cup

1997

## Bekende (oud-)spelers
- Anatoli Bajdatsjny
- Danilo
- Sergej Kornilenko
- Igor Goerinovitsj
- Edoeard Malofejev
- Michail Moestygin
- Aljaksandr Martynovitsj
- Andrej Zygmantovitsj